# Briefmarken-Jahrgang 1969 der Deutschen Bundespost

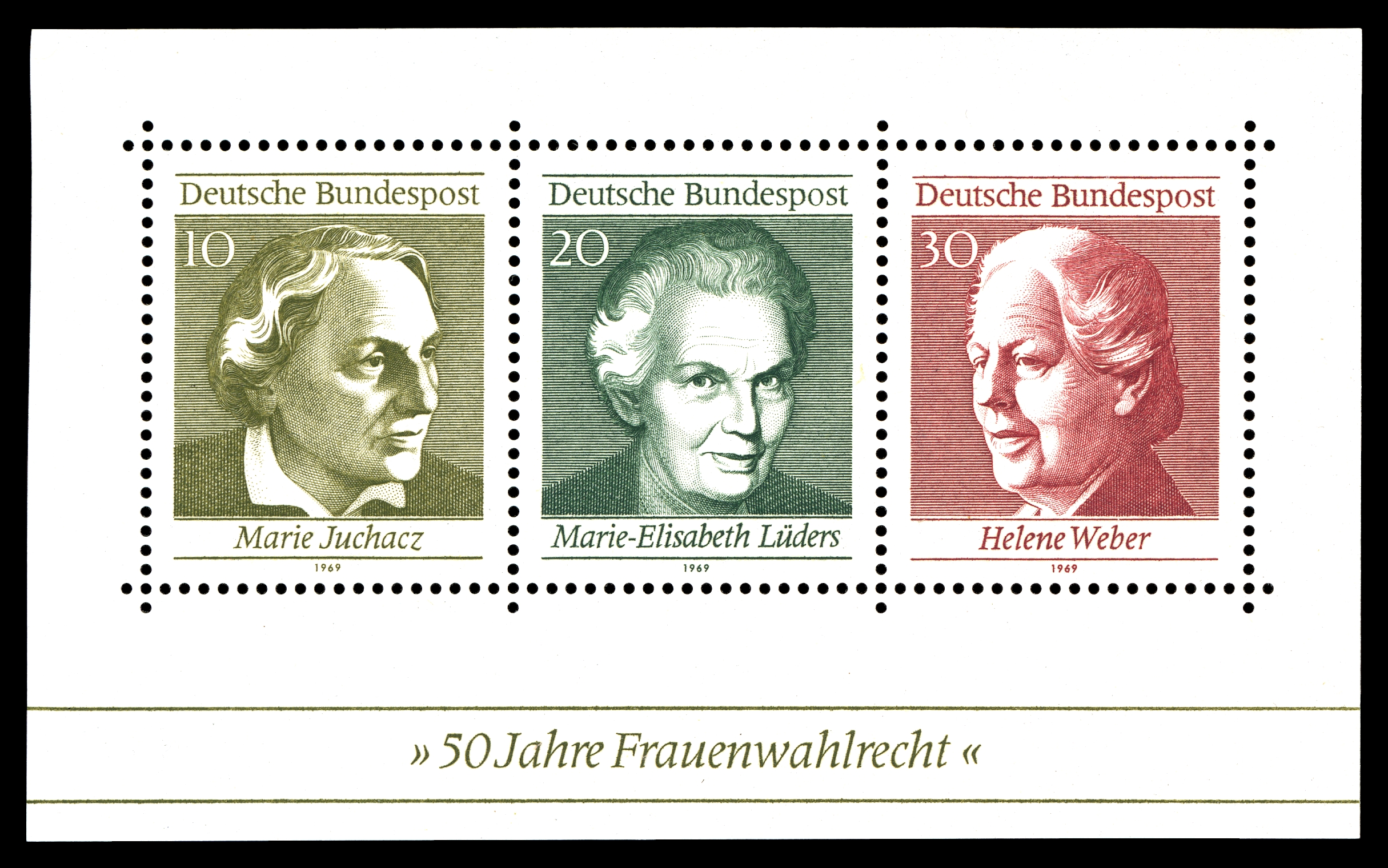
Blockausgabe Fünfzig Jahre Frauenwahlrecht (Michel Blocknummer 5)

Der Briefmarken-Jahrgang 1969 der Deutschen Bundespost umfasste 36 Sondermarken und eine Dauermarke.
Fünf motiv- und wertgleiche Briefmarken wurden auch von der Landespostdirektion Berlin ausgegeben.
Drei dieser Briefmarken gab es nur zusammen als Briefmarkenblock zur Erinnerung an 50 Jahre Frauenwahlrecht in Deutschland.
Die dort abgebildeten Frauen wurden ab 1986 innerhalb der Dauermarkenserie Frauen der deutschen Geschichte ein zweites Mal geehrt.
Alle seit dem 1. Januar 1969 ausgegebenen Briefmarken waren unbeschränkt frankaturgültig, es gab kein Ablaufdatum wie in den vorhergehenden Jahren mehr.
Durch die Einführung des Euro als europäische Gemeinschaftswährung zum 1. Januar 2002 wurde diese Regelung hinfällig.
Die Briefmarken dieses Jahrganges konnten allerdings bis zum 30. Juni 2002 genutzt werden. Ein Umtausch war noch bis zum 30. September in den Filialen der Deutschen Post möglich, danach bis zum 30. Juni 2003 zentral in der Niederlassung Philatelie der Deutschen Post AG in Frankfurt.

## Liste der Ausgaben und Motive
Legende
- Bild: Eine bearbeitete Abbildung der genannten Marke. Das Verhältnis der Größe der Briefmarken zueinander ist in diesem Artikel annähernd maßstabsgerecht dargestellt. Sollten keine Marken abgebildet sein, liegt es daran, dass das Urheberrecht des Künstlers noch nicht erloschen ist.
- Beschreibung: Eine Kurzbeschreibung des Motivs und/oder des Ausgabegrundes. Bei ausgegebenen Serien oder Blocks werden die zusammengehörigen Beschreibungen mit einer Markierung versehen eingerückt.
- Wert: Der Frankaturwert der einzelnen Marke in Pfennig. Ein „+“ bedeutet, dass es sich um eine Zuschlagsmarke handelt (= Frankaturwert + Spende).
- Ausgabedatum: Das Datum des erstmaligen Verkaufs dieser Briefmarke.
- Auflage: Soweit bekannt, wird hier die zum Verkauf angebotene Anzahl dieser Ausgabe angegeben.
- Entwurf: Soweit bekannt, wird hier angegeben, von wem der Entwurf dieser Marke stammt.
- Mi.-Nr.: Diese Briefmarke wird im Michel-Katalog unter der entsprechenden Nummer gelistet.

| Sondermarken | |                  |                       |                      |                     |                      |
| Bild         | Beschreibung | Werte in Pfennig | Ausgabe- datum (1969) | Auflage Bund, Berlin | Entwurf             | Mi.-Nr. Bund, Berlin |
|              | 50 Jahre deutscher Luftpostverkehr - Junkers JU 52                                                                                                 | 20               | 6. Februar            | 30.000.000           | Karl Oskar Blase    | 576                  |
|              | - Boeing 707 | 30               | 6. Februar            | 30.000.000           | Karl Oskar Blase    | 577                  |
|              | Für die Jugend: Pferde Ausgabe Berlin war bis zum 31. Dezember 1991 frankaturgültig - Pony                                                         | 10+5             | 6. Februar            | 7.977.000 2.662.000  | Dieter von Andrian  | 578 326              |
|              | - Kaltblut | 20+10            | 6. Februar            | 12.416.000 2.722.000 | Dieter von Andrian  | 579 327              |
|              | - Warmblut | 30+15            | 6. Februar            | 6.610.000 2.603.000  | Dieter von Andrian  | 580 328              |
|              | - Vollblut | 50+25            | 6. Februar            | 6.188.000 2.586.000  | Dieter von Andrian  | 581 329              |
|              | 50 Jahre Internationale Arbeitsorganisation (IAO) Stern in den Farben der fünf Erdteile                                                            | 30               | 28. April             | 30.000.000           | Bruno K. Wiese      | 582                  |
|              | Europamarken - Namenszug Europa und CEPT in Tempelform                                                                                             | 20               | 28. April             | 50.000.000           | Gasbarra, Belli     | 583                  |
|              | - Namenszug Europa und CEPT in Tempelform | 30               | 28. April             | 71.500.000           | Gasbarra, Belli     | 584                  |
|              | 20 Jahre Bundesrepublik Deutschland Bundes- und Reichsadler                                                                                        | 30               | 23. Mai               | 30.000.000           | Herbert Stelzer     | 585                  |
|              | 50 Jahre Volksbund Deutsche Kriegsgräberfürsorge Grabkreuze als Symbol des Volksbundes                                                             | 30               | 4. Juni               | 30.000.000           | Ewald Sauer         | 586                  |
|              | Olympische Sommerspiele 1972 in München - Leichtathletik                                                                                           | 10+5             | 4. Juni               | 7.666.000            | Werner Hans Schmidt | 587                  |
|              | - Hockey | 20+10            | 4. Juni               | 7.966.000            | Werner Hans Schmidt | 588                  |
|              | - Bogenschießen | 30+15            | 4. Juni               | 7.401.000            | Werner Hans Schmidt | 589                  |
|              | - Segeln | 50+25            | 4. Juni               | 7.130.000            | Werner Hans Schmidt | 590                  |
|              | Europäisches Naturschutzjahr 1970 - Seeniederung                                                                                                   | 10               | 4. Juni               | 30.000.000           | Otto Rohse          | 591                  |
|              | - Mittelgebirge | 20               | 4. Juni               | 30.000.000           | Otto Rohse          | 592                  |
|              | - Hochgebirge | 30               | 4. Juni               | 30.000.000           | Otto Rohse          | 593                  |
|              | - Flußlandschaft | 50               | 4. Juni               | 20.000.000           | Otto Rohse          | 594                  |
|              | 14. Deutscher Evangelischer Kirchentag in Stuttgart Motto: Hungern nach Gerechtigkeit                                                              | 30               | 7. Juli               | 30.000.000           | Rau                 | 595                  |
|              | Briefmarkenblock – 50 Jahre Frauenwahlrecht in Deutschland - Marie Juchacz (1879–1956)                                                             | 10               | 11. August            | 12.000.000           | Karl Hans Walter    | Block 5 596          |
|              | - Marie-Elisabeth Lüders (1878–1966) | 20               | 11. August            | 12.000.000           | Karl Hans Walter    | 597                  |
|              | - Helene Weber (1881–1962) | 30               | 11. August            | 12.000.000           | Karl Hans Walter    | 598                  |
|              | Nationale Funkausstellung in Stuttgart Elektromagnetische Welle im Koordinatenkreuz                                                                | 30               | 11. August            | 30.000.000           | Hugo Günter Magnus  | 599                  |
|              | Malteser Hilfsdienst Malteserkreuz | 30               | 11. August            | 30.000.000           | Peters              | 600                  |
|              | Deutscher Philatelistentag in Garmisch-Partenkirchen Motiv entspricht einem Prägedruck von 1876                                                    | 30               | 4. September          | 30.000.000           | Erwin Poell         | 601                  |
|              | 350 Jahre Soleleitung Bad Reichenhall-Traunstein                                                                                                   | 20               | 4. September          | 30.000.000           | Karl Oskar Blase    | 602                  |
|              | Serie: Fremdenverkehr Rothenburg ob der Tauber | 30               | 4. September          | 30.000.000           | Heinz Schillinger   | 603                  |
|              | Wohlfahrtsmarken: Zinnfiguren - Eisenbahn (um 1835)                                                                                                | 10+5             | 2. Oktober            | 14.294.000           | Heinz Schillinger   | 604                  |
|              | - Gärtner (um 1780) | 20+10            | 2. Oktober            | 20.110.000           | Heinz Schillinger   | 605                  |
|              | - Vogelhändler (um 1850) | 30+15            | 2. Oktober            | 16.420.000           | Heinz Schillinger   | 606                  |
|              | - Reiter (um 1840) | 50+25            | 2. Oktober            | 7.763.000            | Heinz Schillinger   | 607                  |
|              | 100. Geburtstag von Gandhi Führer der indischen Unabhängigkeitsbewegung                                                                            | 20               | 2. Oktober            | 30.000.000           | Karl Oskar Blase    | 608                  |
|              | Papst Johannes XXIII. Pontifikat 1958–1963 | 30               | 2. Oktober            | 30.000.000           | Heinz Schillinger   | 609                  |
|              | Weihnachtsmarke - Christi Geburt, Zinnfigur um 1850                                                                                                | 10+5             | 13. November          | 13.110.000           | Heinz Schillinger   | 610                  |
|              | 200. Geburtstag von Ernst Moritz Arndt Dichter und politischer Schriftsteller                                                                      | 30               | 13. November          | 30.000.000           | Heinz Schillinger   | 611                  |
| Dauermarken  | |                  |                       |                      |                     |                      |
| Bild         | Beschreibung | Werte in Pfennig | Ausgabe- datum (1969) | Auflage Bund, Berlin | Entwurf             | Mi.-Nr. Bund, Berlin |
|              | Dauermarkenserie: Deutsche Bauwerke aus zwölf Jahrhunderten Ausgabe Berlin war bis zum 31. Dezember 1991 frankaturgültig - Schloss Tegel in Berlin | 1,30 DM          | 26. März              | 39.000.000 4.500.000 | Otto Rohse          | 502 284              |